# Musée de Schokland
Le musée de Schokland est un musée en plein air situé sur la commune de Noordoostpolder, dans la province néerlandaise de Flevoland. Il présente l'histoire de l'ancienne île de Schokland et des polders environnants.

## Histoire
Le musée est situé sur l'ancien terp de Middelbuurt. Il ouvre en 1947, dans l'église de ce village, l'Enserkerk, en exposant d'un certain nombre de découvertes archéologiques. Le musée est ensuite rénové entre 1961 et 1967, puis il est agrandi en 1987, avec l'ajout d'anciennes maisons rénovées. Il est ensuite déplacé et installé dans des maisons en bois, sur un site dédié, le Zuiderzeestijl. Le musée reçoit chaque année environ 40 000 visiteurs. 

## Collections
La collection comprend des éléments caractéristiques des anciens bâtiments de l'île ainsi que des artefacts, des gravures et divers éléments emblématiques des découvertes archéologiques.